# Pałac w Siemianicach (województwo dolnośląskie)
Pałac w Siemianicach – zabytkowy pałac we wsi Siemianice (województwo dolnośląskie) w Polsce, w powiecie trzebnickim, w gminie Oborniki Śląskie.

## Historia
Obiekt wybudowany w 1906 jest częścią zespołu pałacowego, w skład którego wchodzi jeszcze park.